# 三輪礼二
三輪 礼二（みわ れいじ）は、日本の映画プロデューサー。

## 参加作品
MOVI WALKER PLUS及びweblioによれば、以下の通り。

### 映画
- 風立ちぬ  (1954年)
- 陽気な探偵 (1954年)
- その後のウッカリ夫人とチャッカリ夫人 (1954年)
- 母の初恋  (1954年)
- 兄さんの愛情 (1954年)
- 「春情鳩の街」より 渡り鳥いつ帰る (1955年)
- 月に飛ぶ雁 (1955年)
- 赤いカンナの花咲けば (1955年)
- やがて青空 (1955年)
- 忘れじの人 (1955年)
- 初恋物語 (1957年)
- 大学の侍たち (1957年)
- 二人だけの橋 (1958年)
- 家内安全 (1958年)
- 大人には分らない・青春白書 (1958年)
- 若旦那は三代目 (1958年)
- 鰯雲  (1958年)
- 若旦那大いに頑張る (1958年)
- 私は貝になりたい (1959年)
- 社員無頼 怒号篇 (1959年)
- 社員無頼 反撃篇 (1959年)
- 檻の中の野郎たち (1959年)
- 新・三等重役 (1959年)
- 悪魔の接吻 (1959年)
- 新・三等重役 旅と女と酒の巻 (1960年)
- 黒い画集　あるサラリーマンの証言 (1960年)
- 新・三等重役 当るも八卦の巻 (1960年)
- 羽織の大将 (1960年)
- 新・三等重役 亭主教育の巻 (1960年)
- 大空の野郎ども (1960年)
- みな殺しの歌より 拳銃よさらば! (1960年)
- 青い夜霧の挑戦状 (1961年)
- 南の風と波 (1961年)
- 情無用の罠 (1961年)
- 河内風土記 おいろけ説法 (1961年)
- 顔役暁に死す (1961年)
- 泣きとうござんす (1961年)
- 紅の海  (1961年)
- 有難や三度笠 (1961年)
- 真紅の男 (1961年)
- 河内風土記 続おいろけ説法 (1961年)
- B・G物語 二十才の設計 (1961年)
- ガンパー課長 (1961年)
- 黒い画集 寒流 (1961年)
- 暗黒街撃滅命令 (1961年)
- 七人の敵あり (1961年)
- 吼えろ脱獄囚 (1962年)
- 旅愁の都 (1962年)
- 紅の空 (1962年)
- 女性自身 (1962年)
- 暗黒街の牙 (1962年)
- あの娘に幸福を (1963年)
- 写真記者物語　瞬間に命を賭けろ (1963年)
- 林檎の花咲く町 (1963年)
- 国際秘密警察 指令第8号 (1963年)
- 悪の紋章 (1964年)
- 血とダイヤモンド (1964年)
- 侍 (1965年)